# Wevershof

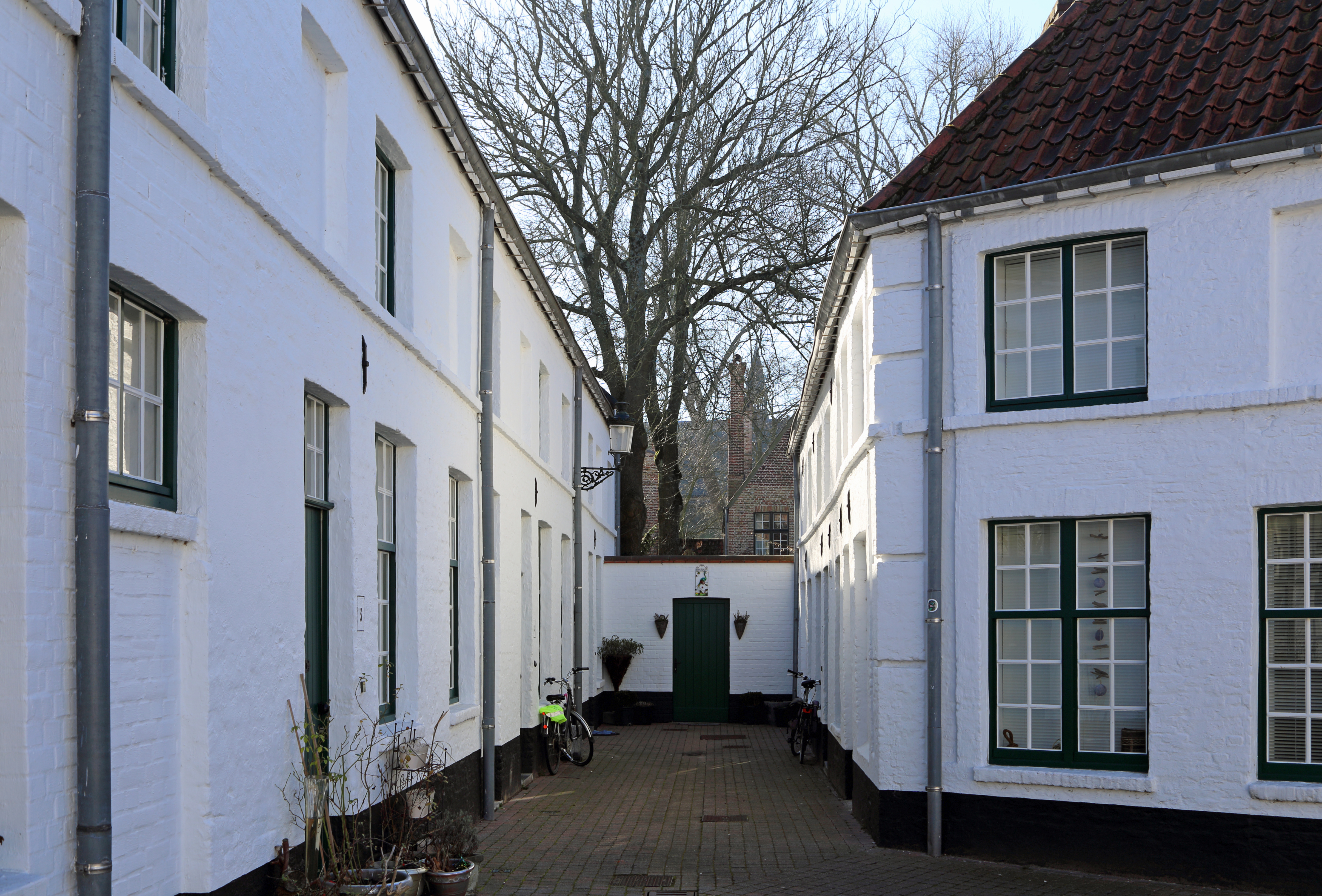

Het Wevershof is een straat in Brugge.

## Beschrijving
Het Wevershof is een van de vele 'forten' die in Brugge, vooral in de 19de eeuw ontstonden. Op achterliggende percelen, met vaak maar een heel nauwe verbindingsweg met de straat, werden reeksen huisjes gebouwd door zogenaamde 'huisjesmelkers' die ze aan het proletariaat verhuurden.
In het begin van de 19de eeuw stond op die plek een jeneverstokerij uitgebaat door Louis Verstraete. Rond 1850 werd het een aardappelmeelfabriek en werden 34 huisjes gebouwd, waarvan 16 in het vroegere stokerijgebouw. In 1924 werd het beluik aangekocht door de Burgerlijke Godshuizen, later Commissie van Openbare Onderstand. In 1937 werden de huisjes omgebouwd en gemoderniseerd, dankzij een legaat of testamentaire beschikking vanwege Leon De Meulemeester (Brugge, 16 juli 1871 - Elsene, 17 maart 1933), een lid van de gelijknamige Brugse brouwersfamilie.
Om deze omsloten huisjes beter bereikbaar te maken, werden een paar ervan langs de straatkant afgebroken. Tot in 1870 werden de huizen mee genummerd met de straatnummers van het Zonnekemeers. Toen gaf de gemeenteraad aan het beluik de naam 'Wevershof', hiermee de naam bevestigende die de volksmond er had aan gegeven. Wevershof kwam waarschijnlijk doordat in de 19de eeuw, onder de arme bevolking die in het 'fort' woonde, zich heel wat wevers bevonden, die er ook huisarbeid verrichtten.
In 1936-37 werd boven de huizen een weg aangelegd die de verbinding maakte tussen het Sint-Janshospitaal en het Ziekenhuis Minnewater aan de huidige Professor Dr. J. Sebrechtsstraat. Na 1980 kwam deze verbindingsweg in onbruik. In 1992 werd hij, met uitzondering van het schilderachtige viaduct boven het Zonnekemeers, afgebroken. Begin jaren negentig werden de huisjes van het beluik gemoderniseerd en werden er een paar in dezelfde stijl bijgebouwd. Het geheel kreeg een allure die het kan doen wedijveren met oude godshuisbeluiken.
Het Wevershof heeft in- en uitgang aan het Zonnekemeers. In de toegangspoort is een herdenkingsplaat aangebracht, die de herinnering aan Leon De Meulemeester oproept. Aan de achterkant loopt een voetgangersweg, die toegang verschaft tot een reeks garageboxen en uitmondt in de Oostmeers.